# Jan Ferdynand Sapieha
Pour les articles homonymes, voir Jan Sapieha et Sapieha.
Jan Ferdynand Sapieha (né en 1629, mort le 27 mars 1659 à Krzepice), magnat de Pologne-Lituanie, membre de la famille Sapieha, grand échanson de Lituanie.

## Biographie
Jan Ferdynand Sapieha est le fils de Mikołaj Sapieha (1581–1644) et de Jadwiga Anna Woyna.
À partir de l'automne 1642, il étudie au lycée Bartłomiej Nowodworski (en) à Cracovie, puis voyage en Europe de l'Ouest.
Il entre au service de l'armée en 1651 et prend part aux batailles de Berestechko et de Białą Cerkwią (pl). Dans la campagne de 1653, il sert sous le commandement de son cousin, Jan Fryderyk Sapieha. En 1655/1656 il accepte la protection suédoise, puis se range aux côtés de Jean II Casimir Vasa, En 1657, il participe aux combats contre le prince de Transylvanie, Georges II Rákóczi, et au blocus de Toruń en 1658, où il est briévement capturé par les Suédois. En janvier 1659, il reçoit le titre d'échanson de Lituanie.
Il meurt, probablement empoisonné, le 27 mars 1659 sans avoir pu créer de famille. Dans son dernier testament, rédigé à Kodeń, le 20 mars 1659, il transmet tous ses biens à son cousin Jan Fryderyk